# Kabinett Durnwalder IV
Das Kabinett Durnwalder IV war die XIII. Südtiroler Landesregierung und gleichzeitig die vierte unter Vorsitz von Landeshauptmann Luis Durnwalder. Das Kabinett war vom 18. Dezember 2003 bis zum 17. Dezember 2008 im Amt. Gewählt wurde es vom Südtiroler Landtag in seiner Zusammensetzung nach den Wahlen 2003.

## Zusammensetzung
| Name                  | Amt                                    | Partei             | Sprachgruppe | Ressort |
| --------------------- | -------------------------------------- | ------------------ | ------------ | --- |
| Luis Durnwalder       | Landeshauptmann                        | SVP                | deutsch      | Zentrale Dienste, Anwaltschaft des Landes, Landesinstitut für Statistik, Europa-Angelegenheiten, Örtliche Körperschaften, Brand- und Zivilschutz, Forstwirtschaft, landwirtschaftliches Versuchswesen |
| Otto Saurer           | 1. Landeshauptmannstellvertreter       | SVP                | deutsch      | Kindergarten, deutsche Schule und Berufsbildung, ladinische Berufsbildung, Bildungsförderung, Universität, Forschung                                                                                  |
| Luisa Gnecchi         | 2. Landeshauptmannstellvertreterin (1) | Pace e Diritti/DS  | italienisch  | Arbeit, Innovation, Chancengleichheit, Genossenschaften, italienische Schule und Berufsbildung |
| Luigi Cigolla         | 2. Landeshauptmannstellvertreter (1)   | Unione Autonomista | italienisch  | Vermögensverwaltung, italienische Kultur und Wohnungsbau |
| Hans Berger           | Landesrat                              | SVP                | deutsch      | Informationstechnik, Grundbuch und Kataster, Landwirtschaft einschl. landwirtschaftliche Berufsbildung                                                                                                |
| Francesco Comina      | Landesrat (1)                          | Pace e Diritti/DS  | italienisch  | Arbeit, Innovation, Chancengleichheit, Genossenschaften, italienische Schule und Berufsbildung |
| Werner Frick          | Landesrat                              | SVP                | deutsch      | Wirtschaft und Finanzen, Landeshaushalt, Handwerk, Industrie, Handel |
| Sabina Kasslatter Mur | Landesrätin                            | SVP                | deutsch      | Familie, Denkmalpflege, deutsche Kultur |
| Michl Laimer          | Landesrat                              | SVP                | deutsch      | Raumordnung, Umwelt, Energie |
| Florian Mussner       | Landesrat                              | SVP                | ladinisch    | ladinische Schule und Kultur, Bauressort |
| Richard Theiner       | Landesrat                              | SVP                | deutsch      | Gesundheit und Sozialwesen |
| Thomas Widmann        | Landesrat                              | SVP                | deutsch      | Personal, Tourismus, Verkehr und Transportwesen |

(1) Am 10. Juli 2008 übernahm Francesco Comina das Ressort von Landesrätin Luisa Gnecchi, die aufgrund ihrer Wahl in die italienische Abgeordnetenkammer aus dem Landtag ausgeschieden war. Luigi Cigolli wurde in der Nachfolge Gnecchis 2. Landeshauptmannstellvertreter.